# El Paraíso en la otra esquina
El Paraíso en la otra esquina es una novela escrita por Mario Vargas Llosa, Premio Nobel de literatura 2010, publicada por primera vez en marzo de 2003 por la editorial española Alfaguara. 
Trata de la vida de dos figuras históricas: Flora Tristán y su nieto, el pintor Paul Gauguin. Ambas personas no se conocieron en la vida real, la novela mantiene esa situación pero intercala en cada capítulo las dos historias con las búsquedas personales de cada uno de los personajes. 
Por un lado Gauguin buscando el paraíso tanto en Bretaña como posteriormente en Tahití. Así el pintor se adentra en una búsqueda constante de la pureza total de la vida sin convenciones que las refleja en su arte y en su forma de ver la vida. Y por otro lado la vida de Flora Tristán, que se lanza a una cruzada por Francia en pro de los derechos de la mujer y de los obreros. 
Dos vidas al parecer totalmente opuestas coinciden en una lucha por un mismo objetivo, la búsqueda de un ideal perfecto, la búsqueda de un paraíso perdido.
La obra encierra un profundo mensaje sobre la condición humana: la utopía es propia de la estructura del ser humano, toda persona persigue su utopía, su felicidad, su sueño, muchas veces inconcluso, otras trunco, cuando no imposible.